# Franz Wilhelm Lippich
Franz Wilhelm Lippich, magyarosan Lippich Ferenc Vilmos (Igló, 1799. június 13. – Bécs, 1845. december 12.) orvosdoktor.

## Élete
Apja, Joseph Lippich (akinek családja Velencéből és Cattaróból származott és idővel Magyarországon telepedett le), a 16 szepesi város főorvosa volt. Lippich a gimnáziumot Podolinban látogatta, később Lőcsén és Kassán tanult; itt a bölcseletet is hallgatta, egyszersmind a festészetben és zenében is képezte magát. 1817-ben a pesti egyetemen az orvosi fakultásra iratkozott be; azután Bécsbe ment, ahol 1823-ban végezte tanulmányait és május 26-án orvosdoktori oklevelet nyert. Még ugyanezen évben Laibach másodorvosa lett. 1834-ben az orvosi klinika tanárának nevezték ki a padovai egyetemen, ahova elsőként hozta be a sztetoszkópot. 1841-ben Bécsbe hívták meg Hildenbrand helyére az egyetemre.
Arcképei: kőnyomat Kriehuberttől; festmény nővérétől L. Teréziától, mely 1850. ápr. 14. a bécsi közkórháznak klinikai előadásai termében lepleztetett le, amikor Seligmann Romeo orvos az elhunyt felett emlékbeszédet mondott.

## Munkái
- Dissertatio inaug. medico-practica de metritide septica in puerperas grassante. Vindobonae, 1823.
- Grundzüge zur Dipsobiostatik ... Laibach, 1834.
- Medicinische Topographie Laibachs. Uo. 1834.
- Nosographologia ... Patavii, 1836.
- Adversaria medico-practica. Uo. 1836. (Melyben L. orvosi tapasztalatait írta le.)